# Nils Petter Stenström

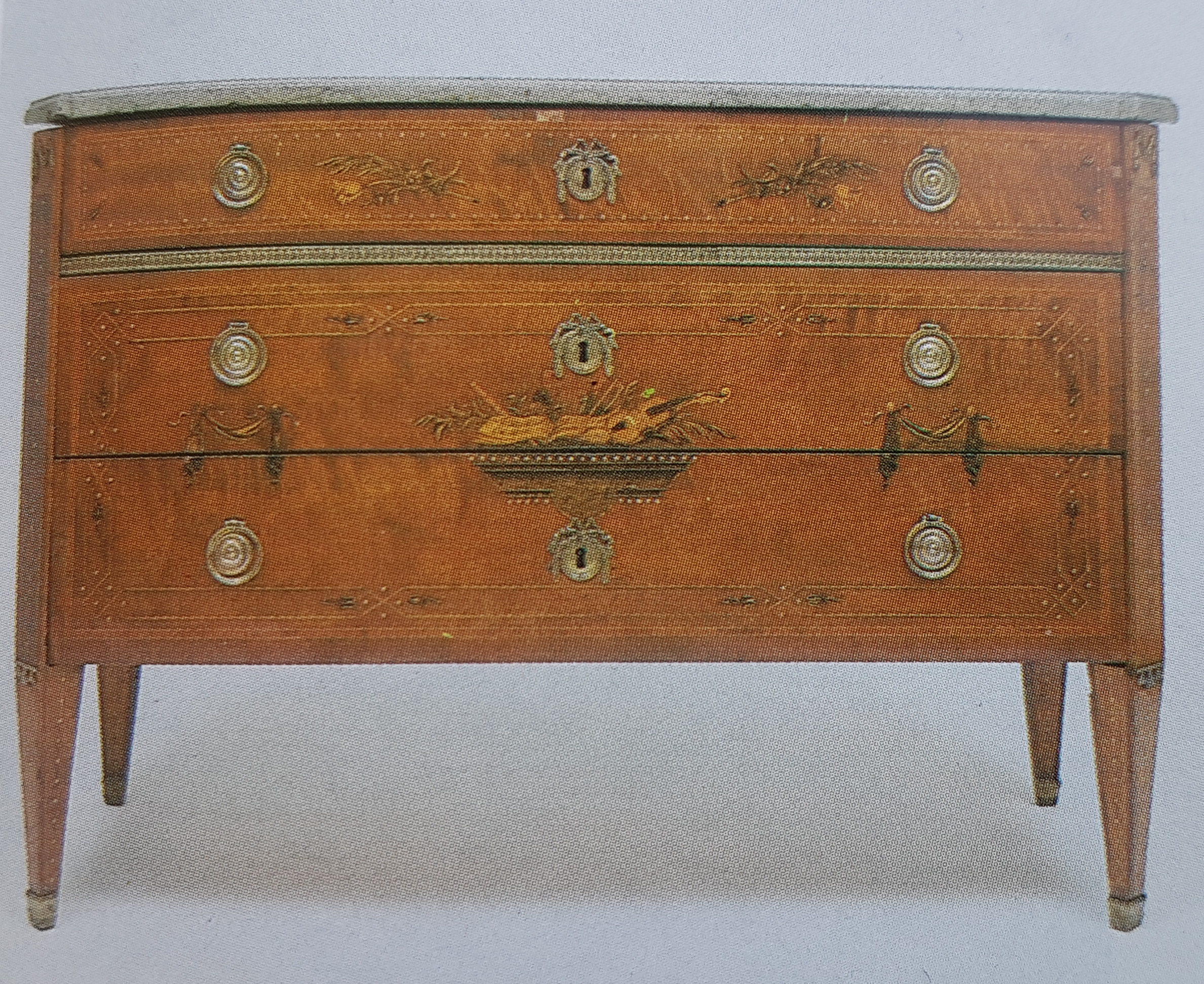
Byrå skapad av Nils Petter Stenström

Nils Petter Stenström, född den 30 april 1750 i Veberöds församling, Malmöhus län i Skåne, död den 26 april 1790 i Hedvig Eleonora församling i Stockholm, Stockholms län, var en svensk möbelsnickare, ebenist och hovsnickare.

## Biografi
Stenström föddes som son till klockaren Per Hansson och dennes hustru Anna Rasmusdotter. Fadern dog när Stenström var liten och modern gifte om sig med borgaren Jacob Stenström, vars efternamn Stenström tog under lärlingstiden. Han började som snickarlärling för mästaren Jacob Christopher Naumann i Malmö år 1765 och förklarades som gesäll fyra år senare 1769. Han kom två år senare att flytta till Stockholm och blev där gesäll hos slottssnickaren Anders Hallmén år 1772 och hos hovschatullmakaren Georg Haupt år 1773. Fyra år senare, 1777, var han gesäll hos Anders Persson Svedmark.
Efter försök att bli mästare i Malmö och Stockholm år 1777 fortsatte han 1778 som gesäll hos Elisabeth Christina Brossard, som drev sin avlidne make Johan Hindric Behrens verkstad, vilken han dock efter kort tid lämnade. Hans liv och arbete under de närmaste åren är inte fullt ut kända, men 1781 omnämns han som före detta gesäll och volontär vid Livgardet. Soldaterna i Livgardet hade rätt att utöva hantverk till avsalu och Stenström kan ha nyttjat denna rätt till att arbeta självständig utan att vara mästare. Troligt är att han vann erkännande för skicklighet i intarsiaarbete och genom kontakter också kunde skaffa sig höga beskyddare.
Stenström utförde på uppdrag av fabrikör Adrian Hardt ett skåp för silkesfärgprover, vilket gavs i gåva till Gustav III och togs emot med välvilja. Därefter, i september år 1781, erhöll Stenström fullmakt som hovschatullmakare. Med hänvisning till denna fullmakt sökte han på nytt mästerskap i snickarämbetet, vilket denna gång beviljades. Som mästarstycke utförde han ett skrivskåp vid Erik Nygrens verkstad, vilket gillades den 21 december 1782. Från 1783 drev han en egen verkstad i Stockholm och samma år tog han in sin första lärpojke i verkstaden.
Stenström gifte sig den 16 mars 1783 med Helena Marteleur (född 1747 i Tierp, död 1786 i Stockholm).

## Verk
Stenström tillhörde de främsta av de gustavianska möbelsnickarna och hans verk finns representerade vid Nordiska museet, Drottningholms slott och Barnängens herrgård i Södermanland. Förutom hans mästarstycke från 1782, ett skrivskåp med inläggningar, som numera ingår i Nordiska museets samlingar, räknas hans förnämsta arbete vara skåpet för silkesfärgprover, som han utförde till Drottningholms slott. Skåpet är rikt dekorerat i intarsia med fyra ovala inläggningar med scener från arbetet vid ett silkesfärgeri.
En stor mängd av byråar och sekretärer med en enhetlig dekor av en båge med pilkoger som förekommer på antikmarknaden brukar tillskrivas Stenström men eftersom typen blev modern efterbildades den av andra mästare som kan ha tillverkat några av de föremål som tillskrivs Stenström.